# 간접수출실적증명
간접수출실적은 대한민국의 제조업자가 내국신용장 또는 구매확인서를 통해 수출자 또는 수출물품의 원자재나 완제품을 거래한 실적을 말한다.

## 실적증명 요건
내국신용장 또는 구매확인서 방식으로 거래한 실적으로 당사자간 대금 결제가 완료된 경우 수출실적으로 인정된다.

### 온라인 발급 가능기관
- 전자무역기반사업자(한국무역정보통신) 온라인 발급 - 전자무역기반사업자를 통해 온라인 발급 개시 ('17.1.2 시행, 산업통상자원부 고시 제 2016-154호[1])

### 온라인 실적증명 발급절차
- 실적증명 서류 간소화 - 실적증빙을 위한 종이서류인 구매확인서나 내국신용장가 같은 수출증빙서류와 구매자로부터 물품대금을 입금받았다는 입금증빙과 물품공급이 이루어졌다는 증빙인 세금계산서를 일일이 준비하고 개별 입금은행별로 방문하여 발급 받는 불편함을 해소하였다.

- 발급 방법
  - 전자무역기반사업자(한국무역정보통신) 시스템에 이미 저장된 구매확인서/내국신용장을 활용하고 입금증빙과 세금계산서는 입금은행과 국세청에서 수집한 정보 사용, 이런 증빙서류 준비와 증명 발급이 전자적으로 처리된다.
  - 전자무역포탈 사이트를 통한 "구매확인통합정보서비스"에서 전자 발급

## 혜택
- 직접 수출실적증명과 동일한 혜택이며, 아래와 같은 법적으로 뒷받침되는 혜택이 있다.

1. 자율관리기업 선정 요건 : 전년도 수출실적 미화 50만달러 상당액 이상인 업체, 과거 2년간 미화 5천달러 상당액 이상 외화획득 미이행으로 보고된 사실이 없는 업체
2. 전문무역상사 지정요건 : 전년도 수출실적 또는 최근 3년간 평균 수출실적이 미화 100만불 이상인자, 전체 수출실적 대비 타중소.중견기업 생산제품의 전년도 수출비중 또는 최근 3년간 평균 수출 비중이 100분의 20 이상인자
3. 무역금융 수혜를 위한 융자한도 사정 기준
4. 무역의 날 수출 유공자 포상 및 수출의 탑 수상 기준